# MTV Paquistão
MTV Paquistão é um canal de televisão da Paquistão e que faz parte a MTV Networks.